# Chinlestegophis
Chinlestegophis is een geslacht van stereospondyle pootloze Batrachomorpha (basale 'amfibieën') uit het Laat-Trias, dat gezien is als een vermoedelijk lid van de stam die naar de wormsalamanders loopt, een levende groep pootloze gravende amfibieën. Als Chinlestegophis inderdaad zowel een geavanceerde stereospondyle is als een familielid van wormsalamanders, betekent dit dat stereospondylen (in de vorm van wormsalamanders) tot op de dag van vandaag hebben overleefd; historisch werd gedacht dat de groep uitstierf tijdens het Vroeg-Krijt. Chinlestegophis jenkinsi, het type en de enige soort, is bekend van twee gedeeltelijke schedels die zijn ontdekt in de Chinle-formatie in Colorado.

## Onderzoeksgeschiedenis
Chinlestegophis werd in 2017 beschreven door Jason Pardo, Adam Huttenlocker en Bryan Small op basis van twee exemplaren die eind jaren 1990 door Small werden verzameld: het holotype DMNH 56658, een gedeeltelijk skelet, en het toegewezen specimen DMNH 39033, een schedel met onderkaken. De geslachtsnaam is afgeleid van de naam van de formatie (Chinle), het Griekse stegos ('dak' of 'dekking'), en het Grieks ophis ('slang'). De soortaanduiding eert Farish Jenkins, de oude curator van het Museum of Comparative Zoology aan de Harvard University, die Eocaecilia, de oudst bekende wormsalamander, beschreef. Het taxon wordt gemakkelijk gediagnosticeerd door talrijke kenmerken, gezien zijn kenmerkende kleine omvang en de daaruit voortvloeiende afwijkende morfologie van vele gelijktijdige stereospondylen. Pardo et al. merkte talrijke kenmerken op die werden gedeeld tussen Chinlestegophis en brachyopoïden (bijvoorbeeld traanbeen-maxilla-fusie), Rileymillerus (bijvoorbeeld een naar beneden uitstekend verhemelte) en wormsalamanders (bijvoorbeeld dubbele tandenrij op de onderkaak).

## Verwantschappen
De fylogenetische posities van veel kleine temnospondylen zijn vaak controversieel, waaronder die van de nauw verwante Rileymillerus cosgriffi uit het Laat-Trias van Texas. De analyse door Pardo et al. (2017) gebruikte een gemodificeerde matrix van Schoch (2013), die naar de verwantschappen van alle temnospondylen keek. Naast het vinden van Chinlestegophis als het zustertaxon van Rileymillerus, hebben de auteurs deze taxa ook gevonden als de naaste verwanten van brachyopoïden, een andere clade van stereospondylen die de laatste niet-lissamfibische temnospondylen waren die overleefden in het Mesozoïcum. Op zijn beurt vond de analyse Chinlestegophis als de naaste verwant van Eocaecilia, de oudst bekende wormsalamander. Als zodanig vormen deze resultaten de basis voor een vierde belangrijke hypothese met betrekking tot de oorsprong van lissamfibieën, namelijk dat alle lissamfibieën zijn afgeleid van temnospondylen, maar dat kikkers en salamanders afstammen van dissorophoïden, terwijl wormsalamanders afkomstig zijn van Chinlestegophis-achtige taxa genesteld tussen de stereospondylen.
Andere deskundigen hebben op verschillende gronden de interpretatie van Chinlestegophis als stam-wormsalamander betwist. Marjanović & Laurin (2019) merken bijvoorbeeld op dat de oorspronkelijke studie alleen een bayesiaanse consensus en een meerderheidsregel-consensusboom van de belangrijkste datamatrix weergaf, en hoewel beide de beweerde affiniteiten van Chinlestegophis jenkinsi ondersteunen, doet de strikte spaarzaamheidsconsensusboom dat niet, aangezien deze verenigbaar is met lissamfibische monofylie (deze topologie wordt inderdaad gevonden in enkele van de meest spaarzame bomen); die deskundigen geven over het algemeen de voorkeur aan, en krijgen steun voor, een monofyletische oorsprong van lissamfibieën uit de lepospondylen. Het gebruik van een aangepaste versie van de Pardo et al. matrix door Schoch et al. (2020) heeft een enkele oorsprong van alle lissamfibieën van dissorophoïden teruggevonden, in overeenstemming met de traditionele temnospondyle hypothese.